# سرسوسماری زگیل‌دار
سرسوسماری زگیل‌دار (نام علمی: Chesnonia verrucosa) نام یک گونه از تیره سرسوسماری است.